# Station Balmoral
Station Balmoral is een spoorwegstation in Ballygammon in het zuiden van de Noord-Ierse hoofdstad Belfast. Het station ligt aan de lijn Belfast - Newry.